# André Saeys
André Saeys (ur. 20 lutego 1911 w Sint-Andries, zm. 22 marca 1988 tamże) – belgijski piłkarz grający na pozycji napastnika.

## Kariera klubowa
Pierwszym profesjonalnym klubem Saeysa było Cercle Brugge, w którym zadebiutował w roku 1928. Już rok później wraz z kolegami wywalczył mistrzostwo Belgii. W roku 1935 przeniósł się do K. Standaard Wetteren, a po kolejnym sezonie podpisał kontrakt z Beerschotem Antwerpia. W latach 1938–1939 wraz z kolegami z ekipy „Purpurowo-białych” zdobył dwa razy z rzędu tytuł mistrza kraju. W roku 1941 powrócił jeszcze na sezon do Cercle Brugge, a potem zakończył karierę.

## Kariera reprezentacyjna
Jedno z pierwszych powołań do reprezentacji Belgii Saeys dostał na mistrzostwa świata 1930. Tam jednak ten wówczas zaledwie 19-letni napastnik nie zagrał ani minuty. Ostatecznie po raz pierwszy wyszedł na boisko w trykocie „Czerwonych Diabłów” dopiero 9 kwietnia 1933 w przegranym 1:3 meczu z Holandią i strzelił honorowego gola, zresztą jedynego w barwach reprezentacji.